# 魁斌
魁斌（1864年10月12日—1915年），愛新覺羅氏，清朝宗室、政治人物，睿親王。

## 生平
宗室魁斌生于同治三年（1864年）甲子九月十二日寅时，属于毓字辈。光绪二年，襲和碩睿親王。后任管宴大臣、鑲白旗滿洲都統。后擔任资政院議員。
魁斌卒于民国四年（1915年）二月。

## 家族
- 努爾哈赤（十一世祖）
- 多爾袞（十世祖）
- 多爾博（九世祖）
- 蘇爾發（八世祖）
- 塞勤（七世祖）
- 功宜布（六世祖）
- 如松（五世祖）
- 淳穎（高祖父）
- 端恩（曾祖父）
- 仁壽（祖父）
- 德長（父）
- 德岫、德崑、德崗（叔父）
- 中銓、中銘（子）

妻妾：嫡福晉富察氏（景壽之女）、側福晉孟佳氏、王佳氏